# Лабинци
Лабинци су насељено место у саставу општине Каштелир-Лабинци, Истарска жупанија, Хрватска. До територијалне реорганизације у Хрватској налазили су се у саставу старе општине Пореч.

## Становништво
На попису становништва 2011. године, Лабинци су имали 294 становника.

## Попис1991.
На попису становништва 1991. године, насељено место Лабинци је имало 249 становника, следећег националног састава:
| Попис 1991.‍  | Попис 1991.‍  | Попис 1991.‍ | Попис 1991.‍ | Попис 1991.‍ |
| ------------ | ------------ | ----------- | ----------- | ----------- |
|              |              |             |             |             |
| Хрвати       | Хрвати       |             | 85          | 34,13%      |
| Италијани    | Италијани    |             | 52          | 20,88%      |
| Југословени  | Југословени  |             | 14          | 5,62%       |
| Муслимани    | Муслимани    |             | 4           | 1,60%       |
| Срби         | Срби         |             | 3           | 1,20%       |
| Мађари       | Мађари       |             | 2           | 0,80%       |
| неопредељени | неопредељени |             | 2           | 0,80%       |
| регион. опр. | регион. опр. |             | 84          | 33,73%      |
| непознато    | непознато    |             | 3           | 1,20%       |
| укупно: 249  |              |             |             |             |